# 联合国安全理事会第1778号决议
联合国安全理事会1778号决议是联合国安全理事会于2007年9月25日在第5748次会议上通过的一项决议。该决议表示，鉴于苏丹共和国、乍得和中非共和国间边界区域的局势对国际和平与安全构成威胁，且欧盟、乍得和中非政府已经做出相关承诺，决定向乍得和中非派遣为期一年的联合国中非共和国和乍得特派团（MINURCAT），此团包括最多300名警察和50名军事联络官以及适当数量的文职人员。另外，安理会还授权欧盟与联合国秘书长商议，部署一支武装力量到乍得和中非，为期一年。